# Joseph Budko

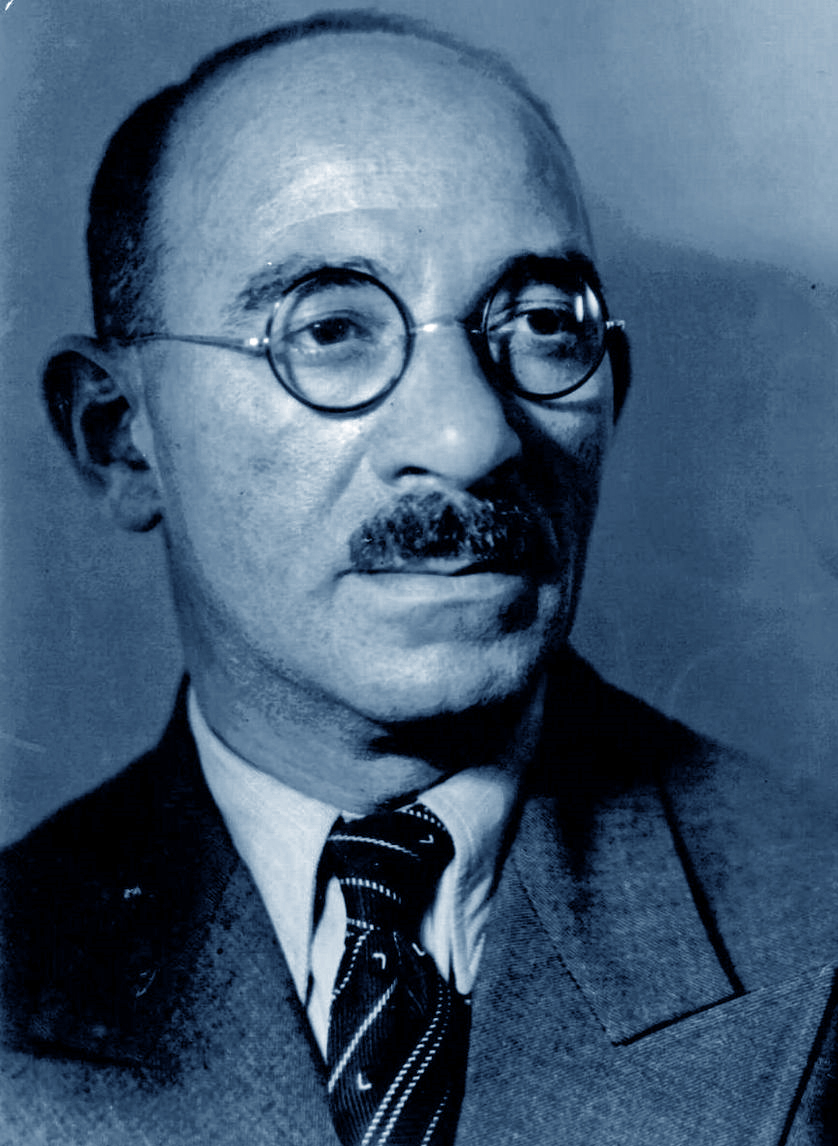
Josef Budko

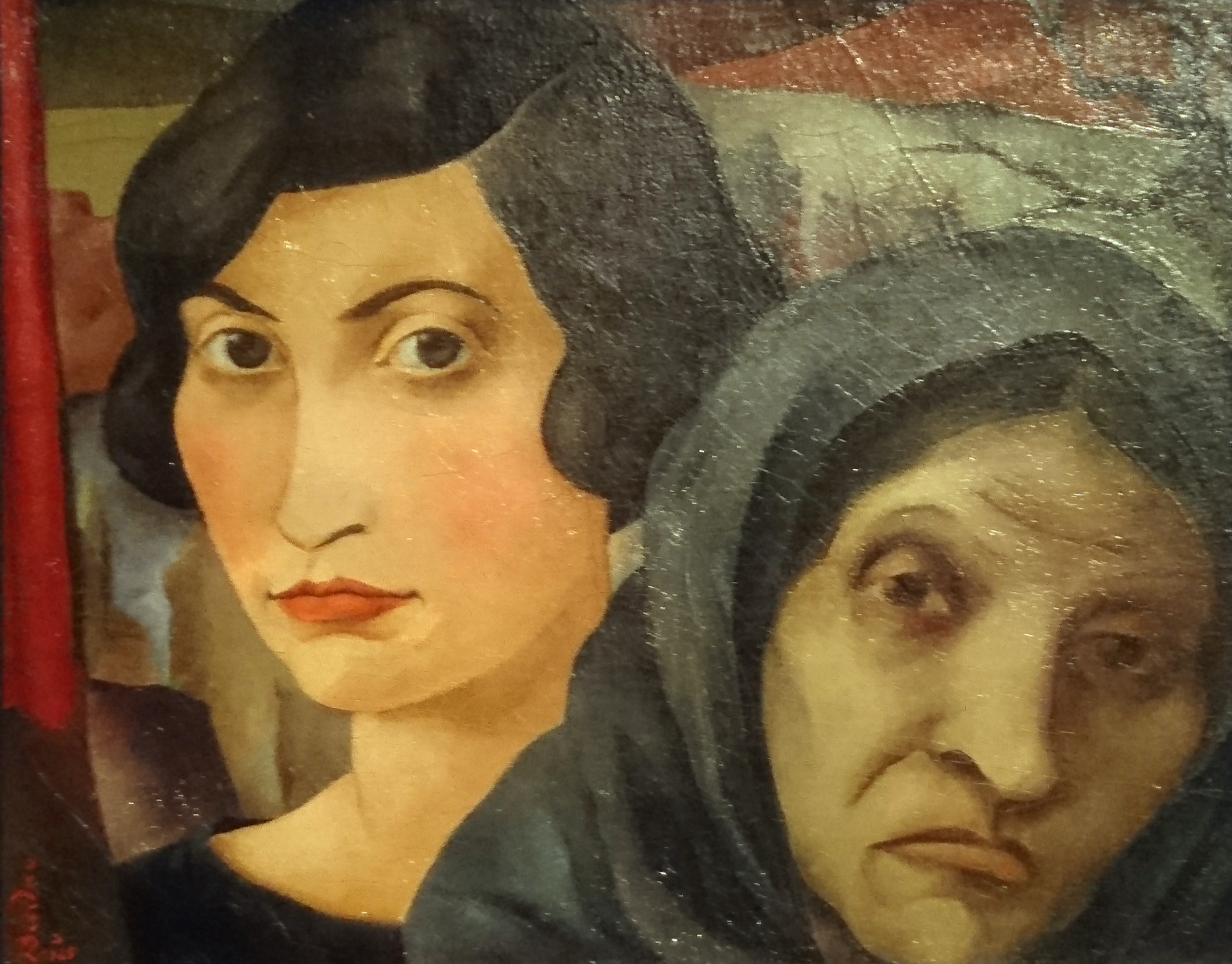
Mutter und Tochter (1925)

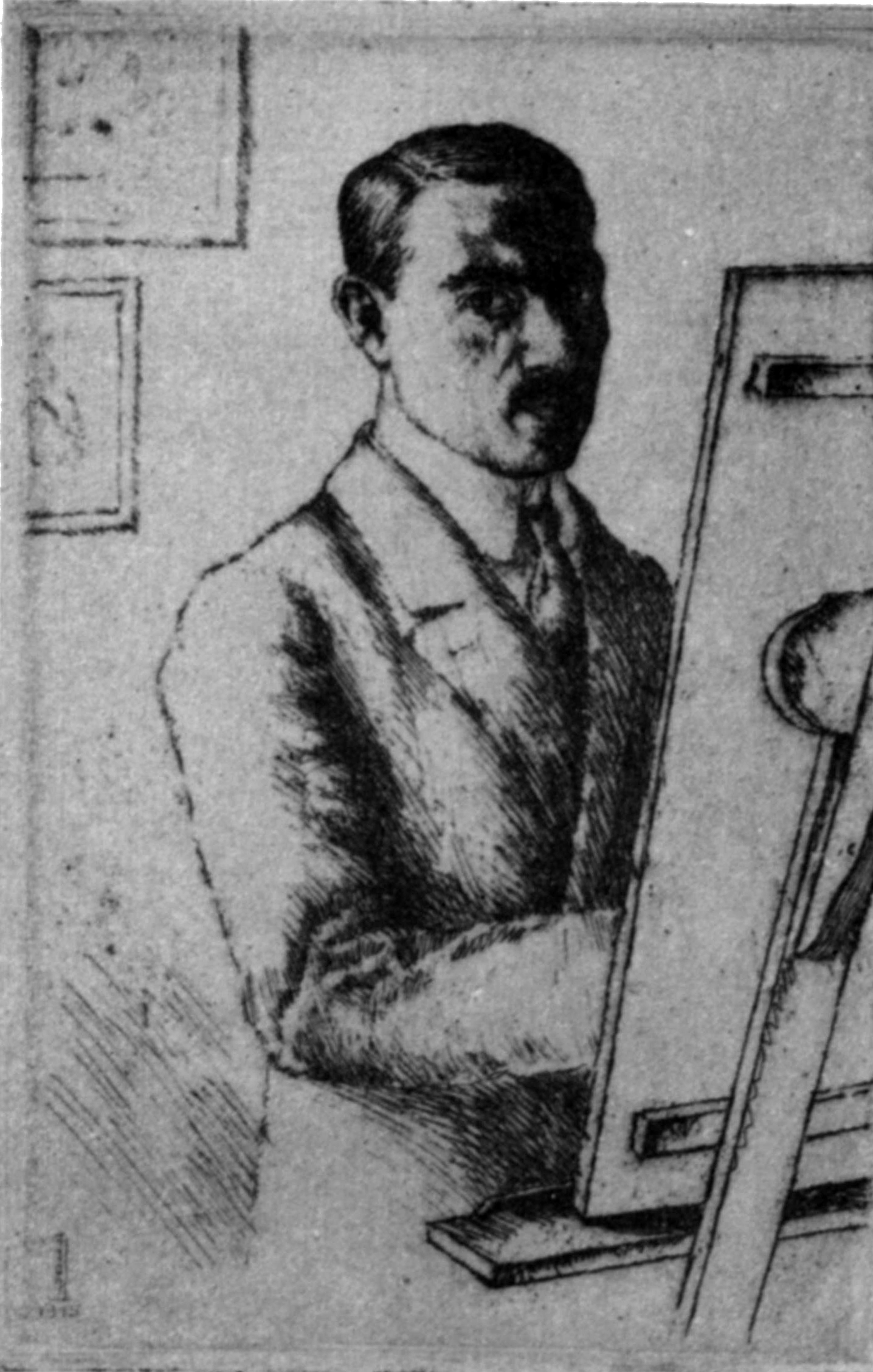
Selbstbildnis (ohne Jahr)

Joseph Budko (geboren 27. August 1888 in Płońsk, Russisches Kaiserreich; gestorben 17. Juli 1940 in Jerusalem, Völkerbundsmandat für Palästina) war ein jüdisch-polnischer Künstler, der überwiegend in Berlin und später in Jerusalem wirkte.

## Leben
Budko studierte bereits ab 1902 an der Kunstschule Wilna. 1909 kam er nach Berlin, wo er das Ziselierhandwerk und den Kupferstich erlernte. Ab 1910 studierte er an der Unterrichtsanstalt des Berliner Kunstgewerbemuseums sowie bei Hermann Struck, als dessen Lieblingsschüler Budko galt. Ab Mitte der 1920er Jahre widmete er sich verstärkt auch der Malerei. 1933 emigrierte Joseph Budko nach Palästina, wo er 1934 bis 1940 Direktor der Neuen Kunstgewerbeschule Bezalel School for Arts & Crafts in Jerusalem war.
Budko war ein versierter Graphiker, der vor allem mit Radierungen, Kaltnadel-Arbeiten und Holzschnitten hervortrat. Er schuf zahlreiche Illustrationen, u. a. Die Juden von Bacharach (1921) von Heinrich Heine, Psalmen (1919), Der babylonische Talmud (1924) von Bialik und zu Werken von Schalom Asch, Schmarja Gorelik, David Frischmann, Arno Nadel und Scholem Alejchem sowie hervorragende Exlibris, bei denen er häufig hebräische Schriftzeichen verwendete. Für den Jüdischen Verlag, den Verlag für jüdische Kunst und Kultur Fritz Gurlitt sowie den Verlag Eschkol entwarf Budko Buchumschläge (z. B. für die Serie Jüdische Bücherei) und Signets (etwa für die Neuen Jüdischen Monatshefte). Budko strebte eine von traditioneller jüdischer Symbolik und Gedankengut getragene jüdische Kunst an. In diesem Zusammenhang sind seine Mappenwerke mit eindeutig religiösen Aussagen, z. B. Haggada schel Pessach (26 Kaltnadel-Arbeiten, 1917), bzw. Einzelgraphiken, besonders die Schabkunst-Blätter wie Der zürnende Moses oder Jeremias tröstet die Mutter Rahel, zu sehen (alle zwischen 1917 und 1930). Einen weiteren Themenbereich Budkos bildet die ihm aus seiner Jugend vertraute Welt der ost-jüdischen Schtetlech sowie das Motiv des Ewigen Juden, den er oft in der Konfrontation eines alten Mannes mit einer jungen Frau darstellt. Nach 1933 beschäftigte er sich in seiner Kunst auch mit israelischen  Landschaften.